# 金子半之助
金子半之助（かねこはんのすけ）は、東京都中央区日本橋室町一丁目にある飲食店舗である。運営法人は株式会社バイザ・エフエム。

## 概要
年代不詳、金子半之助は日本調理師一心会の二代目会長を務めた。年代不詳、金子半之助の孫である金子真也は、半之助より閻魔帳を預かる。閻魔帳には「秘伝の江戸前の丼たれ」の作り方が示されていた。その秘伝の丼たれをもとに「江戸前天丼」を完成し、天麩羅屋金子半之助を開業した。

## 店舗情報
- 日本橋 本店 - 東京都中央区日本橋室町
- 日本橋 天丼 天むす 金子半之助 京王百貨店 新宿店 - 東京都新宿区西新宿
- （中食）日本橋 天丼 天むす 金子半之助 渋谷東急フードショー店 - 東京都渋谷区道玄坂
- （中食）日本橋 天丼 天むす 金子半之助 小田急百貨店 SINJUKU DELISH PARK店 - 東京都新宿区西新宿
- （中食）日本橋 天丼 天むす 金子半之助 渋谷スクランブルスクエア店 - 東京都渋谷区渋谷
- 日本橋 天ぷらめし 金子半之助 アークヒルズ店 - 東京都港区赤坂
- （中食）日本橋 天丼 天むす 金子半之助 エキュート品川店 - 東京都港区高輪
- （中食）日本橋 天丼 天むす 金子半之助 東京ドームシティラクーア店 - 東京都文京区春日
- 日本橋 天丼 金子半之助 Otemachi One店 - 東京都千代田区大手町
- （中食）日本橋 天丼 天むす 金子半之助 グランスタ東京店 - 東京都千代田区丸の内
- （中食）板前弁当 湯島半之助 － 東京都文京区湯島
- 日本橋 天丼 金子半之助 神田小川町店 - 東京都千代田区神田小川町
- 日本橋 稲庭うどんめし 金子半之助 コレド室町店 - 東京都中央区日本橋室町
- 日本橋 天丼 金子半之助 日本橋本店 - 東京都中央区日本橋室町
- 日本橋 天ぷらめし 金子半之助 日本橋店 - 東京都中央区日本橋本町
- （中食）日本橋 天丼 天むす 金子半之助 エキュート赤羽店 - 東京都北区赤羽
- 日本橋 天丼 金子半之助 ダイバーシティ東京店 - 東京都江東区青海
- 日本橋 天丼 金子半之助 ららぽーと豊洲店 - 東京都江東区豊洲
- （中食）日本橋 天丼 天むす 金子半之助 ラゾーナ川崎プラザ店 - 神奈川県川崎市幸区堀川町
- 日本橋 天丼 金子半之助 ラゾーナ川崎店 - 神奈川県川崎市堀川町
- 日本橋 天丼 金子半之助 ららぽーと富士見店 - 埼玉県富士見市山室
- 日本橋 天丼 金子半之助 ららぽーと海老名店 - 神奈川県海老名市扇町
- 日本橋 天丼 金子半之助 三井アウトレットパーク木更津店 - 千葉県木更津市金田東
- 【FC店】日本橋 天丼 金子半之助 ららぽーと愛知東郷町店 - 愛知県愛知郡東郷町東郷
- 【FC店】日本橋 天丼 金子半之助 ファボーレ店 - 富山県富山市婦中町
- 【FC店】日本橋 天丼 金子半之助 三井ららぽーと名古屋みなとカクルス店 - 愛知県名古屋市港区
- 【FC店】日本橋 天丼 金子半之助 三井アウトレットパーク北陸小矢部店 - 富山県小矢部市西中野
- 日本橋 天丼 金子半之助 ジャズドリーム長島店 - 三重県桑名市長島町浦安
- 日本橋 天丼 金子半之助 ららぽーと門真店 - 大阪府門真市松生町
- 日本橋 天丼 金子半之助 大阪ららぽーとEXPOCITY店 - 大阪府吹田市千里万博公園
- 日本橋 天丼 金子半之助 ららぽーと堺店 - 大阪府堺市美原区黒山
- 日本橋 天丼 金子半之助 ららぽーと福岡店 - 福岡県福岡市博多区那珂

## 営業情報（日本橋 本店）
- 定休日 - 年末年始、不定休
- 営業時間 - 月曜 - 金曜日/午前11時 - 午後10時、土・日・祝/午前10時 - 午後9時
- 席数 - 1階/カウンター6席、2階/テーブル14席
- 駐車場 - 無し[1]

## 交通アクセス
- 東京メトロ銀座線 - 三越前駅より徒歩2分
- 東京メトロ半蔵門線 - 三越前駅より徒歩2分

## ギャラリー
- 店舗前で待つ客の列（2016年1月撮影）
- 1階カウンター席（2016年1月撮影）
- 江戸前天丼（2016年1月撮影）
- 江戸前天丼弁当（2020年3月撮影）